# Estadio Heriberto Kehoe Vincent
Das Estadio Heriberto Kehoe Vincent ist ein Fußballstadion in Salina Cruz, Oaxaca, das in unmittelbarer Nachbarschaft eines Strandes liegt und mit einer Entfernung von nur rund 20 Metern dem Meer so nah ist wie kein anderes Stadion in Mexiko. Die Nähe zum Meer hat auch Nachteile. So hat zum Beispiel eine starke Flutwelle einen Teil der dem Pazifik zugewandten Tribüne weggerissen, die daraufhin vollständig entfernt wurde. Dies hat für die Zuschauer den Vorteil eines direkten Meeresblicks, aber auch den Nachteil, dass seitdem die Rasenfläche des Stadions regelmäßig mit Meerwasser überflutet wird, wenn hohe Wellen an Land gespült werden.

## Geschichte
Das Stadion wurde 1979 unter der Leitung der Erdölarbeitergewerkschaft Sindicato de Trabajadores Petroleros errichtet und nach dem ehemaligen Generalsekretär der Gewerkschaft, Heriberto Kehoe Vincent, benannt, der 1977 einem Mordanschlag zum Opfer fiel.
Das Stadion war in den 1980er-Jahren Heimspielstätte des ortsansässigen Vereins Camaroneros de Salina Cruz, der unter anderem zwischen 1987 und 1990 in der seinerzeit noch zweitklassigen Segunda División vertreten war.